# جاده ئی۴۵۱ اروپا

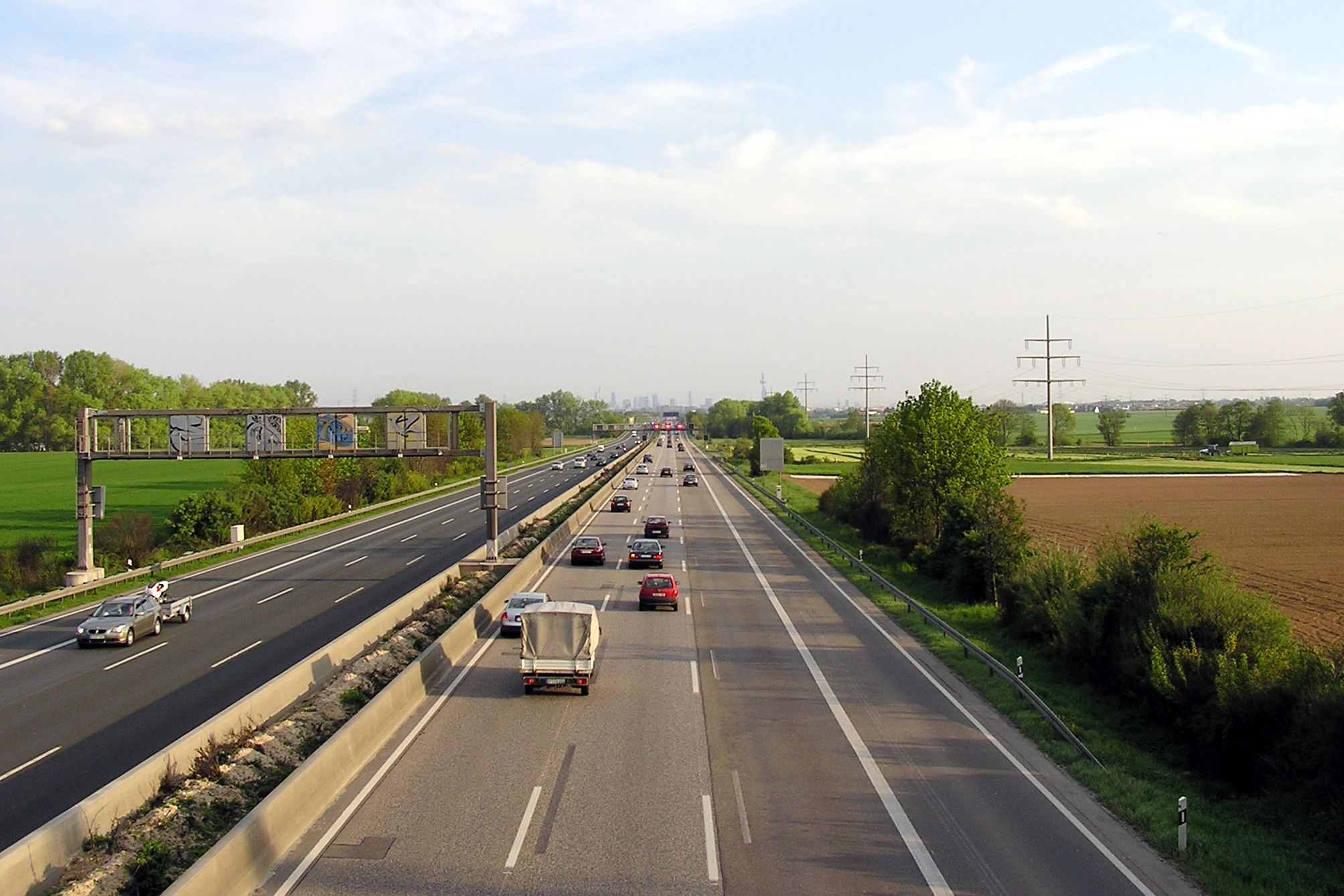

جاده ئی۴۵۱ اروپا (به انگلیسی: European route E451) یکی از جاده‌های درجه ۲ قاره اروپا است.
این جاده که در کشور آلمان قرار دارد از شهر گیسن شروع شده و در شهر مانهایم به پایان می‌رسد.